# Bolechowo (stacja kolejowa)
Bolechowo – stacja kolejowa w Bolechowie-Osiedlu, w woj. wielkopolskim, w Polsce.

## Ruch pasażerski
| Rok  | Wymiana pasażerska na dobę |
| ---- | -------------------------- |
| 2017 | 150-199                    |
| 2022 | 200-299                    |

## Historia
28 czerwca 1937 o godzinie 6.10 na stację kolejową w Bolechowie przybył królewski pociąg rumuńskiego monarchy Karola II i Wielkiego Wojewody Alba Iulia księcia Michała. Na dworcu miało miejsce uroczyste powitane przez marszałka Edwarda Śmigłego-Rydza, ministra Józefa Becka, żołnierzy 57 Pułku Piechoty Wielkopolskiej oraz miejscową ludność. Król Karol II udał się następnie samochodem na poligon w Biedrusku, gdzie wziął udział w manewrach wojska polskiego oraz w uroczystości nadania szefostwa swego imienia 57 pułkowi. Pociąg królewski pozostawał w Bolechowie do powrotu króla, co nastąpiło tego dnia o godzinie 10 wieczorem.
Wiosną 2021 roku zmodernizowany budynek dworcowy oddano do użytku po remoncie. W pobliżu usytuowano węzeł przesiadkowy.